# Żajpak (mijanka)
Żajpak (kaz. Жайпақ, ros. Жайпак) – mijanka i przystanek kolejowy w pobliżu miejscowości Żajpak, w rejonie Ałaköl, w obwodzie żetysuskim, w Kazachstanie. Położona jest na linii Aktogaj - Urumczi, na trasie Nowego Jedwabnego Szlaku.
Powstała w niepodległym Kazachstanie na nowym przebiegu linii, zmienionym w wyniku zmiany linii brzegowej jeziora Ała-kol. 